# Serafim Todorov
Serafim Simeonov Todorov (bulharsky Серафим Симеонов Тодоров, * 6. července 1969, Peštera) je bývalý bulharský boxer romského původu. Byl členem klubu Slavia Sofia.
V roce 1986 se stal juniorským mistrem Evropy. Na LOH 1988 vypadl ve čtvrtfinále. Na mistrovství světa amatérů v boxu v roce 1989 získal stříbrnou medaili v bantamové váze, ve stejném roce se stal mistrem Evropy. Byl finalistou Her dobré vůle 1990. V roce 1991 se stal mistrem světa i Evropy a byl zvolen bulharským sportovcem roku. Na olympijských hrách 1992 skončil opět ve čtvrtfinále. Po olympiádě přešel do pérové váhy. V roce 1993 opět vyhrál evropský i světový šampionát a stal se sportovcem roku. Titul mistra světa obhájil v roce 1995. Na LOH 1996 vyřadil v semifinále domácího Floyda Mayweathera těsně na body, což byla poslední Mayweatherova porážka až do ukončení kariéry v roce 2017. Todorov získal stříbrnou olympijskou medaili, když ho ve finále porazil Somluck Kamsing z Thajska.
Třikrát vyhrál nejvýznamnější bulharskou boxerskou akci Pohár Strandža, startoval také v německé boxerské bundeslize. Po neshodách s vedením bulharského boxu neúspěšně žádal o turecké občanství a roku 1998 se rozhodl stát profesionálním boxerem. Absolvoval pouze šest profesionálních zápasů, z nichž pět vyhrál. Kariéru ukončil v roce 2003. Objevil se jako herec ve filmu Lačezara Avramova Snimka s Yuki (2019).